# Красный дождь в Керале
Красный дождь — необычное метеорологическое явление.
С 25 июля 2001 по 23 сентября 2001 спорадически и неравномерно выпадал на территории южного индийского штата Керала.
Первоначально подозревалось, что дожди были окрашены осадками от гипотетического взрыва метеора, но Правительство Индии организовало исследование, которое доложило, что дожди были окрашены спорами от местных водорослей. В начале 2006 международный интерес к цветным дождям Кералы внезапно повысился после сообщений в СМИ предположения о том, что цветные частицы — внеземные клетки.

## Факты
Необычный красный дождь в штате Керала начал выпадать 25 июля 2001 года в районах Котаям и Идуки в южной части штата. В некоторых сообщениях говорилось, что, кроме красного, замечены также другие цвета дождя: жёлтый, зелёный и чёрный. Множество сообщений о возникновении красного дождя поступало от населения за следующие десять дней, а затем, с уменьшающейся частотой, до конца сентября.
Согласно показаниям местных жителей, первому цветному дождю предшествовал громкий раскат грома и вспышка света. При этом с деревьев осыпались сухие серые листья. Местные жители сообщали о высушенных листьях и о внезапных формированиях колодцев приблизительно в то же самое время.
Причина окрашивания дождя — красные частицы, которые находились в дождевой воде в виде суспензии. Цвет зачастую был похож на цвет крови. Окрашенный дождь выпадал на площади не больше, чем несколько квадратных километров, а иногда столь локализованно, что нормальный дождь мог идти на расстоянии в несколько метров от красного дождя. Красные ливни обычно шли не более 20 минут.

## Первый официальный отчёт (Индия)
Вскоре после первого выпадения красного дождя в СМИ сообщалось, что учёные в Научном Центре Земных Исследований (CESS) и Научно-исследовательский Ботанический институт (TBGRI) определили, что частицы, окрашивающие дождевую воду, были спорами. В ноябре 2001 года уполномоченный Правительством Индии Отдел Индии Науки и Технологии, CESS и TBGRI рапортовали о том, что дожди Кералы были окрашены спорами широко распространённых в данной местности эпифитных зелёных водорослей, принадлежащих к роду Trentepohlia и часто являющихся симбионтами лишайников.

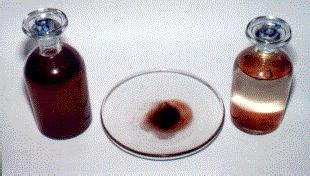
Слева — образец дождевой воды, справа — образец после выпадения осадка. В центре — высушенный осадок.

В докладе также заявлено, что в дожде не было никакой пыли (ни вулканической, ни от метеоритов, ни из пустыни), а цвет дождевой воды не был следствием каких-либо растворившихся газов или загрязнителей. В докладе предполагалось, что проливные дожди в Керале, возможно, вызвали массовый рост лишайников, которые послужили образованию большого количества спор в атмосфере. Однако, в нём не обозначено механизма экстраординарного рассеивания подозрительных спор и накопления их в облаках.
Авторы доклада проанализировали образцы осадка, собранного после красных дождей, используя методы масс-спектрометрии, атомной абсорбционной спектрометрии и некоторых химических методов. Основные найденные элементы:
| Элемент  | Масса % |
| -------- | ------- |
| углерод  | 51,00   |
| кремний  | 7,50    |
| кальций  | 2,52    |
| магний   | 1,48    |
| алюминий | 1,00    |
| железо   | 0,61    |
| натрий   | 0,49    |
| калий    | 0,26    |
| фосфор   | 0,08    |

Годфри Луис, физик из Университета Махатмы Ганди в Коттаяме, предложил спорную и не подтверждающуюся фактами гипотезу внеземного происхождения[прояснить] — водоросли рода Trentepohlia являются земными водорослями, часто растущими на стволах деревьев как одиночно, так и в симбиозе с некоторыми грибками, образуя лишайники.